# Jacques Dupont (scénographe)
Pour les articles homonymes, voir Jacques Dupont et Dupont.
Jacques Dupont, né le 16 janvier 1909 à Chatou, et mort le 21 avril 1978 à Paris,, est un scénographe, décorateur de théâtre, peintre et illustrateur français.

## Biographie
Élève de l'Académie Ranson, Jacques Dupont est encore très jeune lorsqu'en 1924 la saison des Ballets russes le rapproche de Max Jacob, Jean Cocteau, Christian Bérard et Georges Auric. En même temps qu'il peint, il écrit des articles pour la revue L'Amour de l'art. 
Installé au 6, boulevard de Clichy à Paris, il est ensuite décorateur de théâtre et costumier, collaborant notamment avec les metteurs en scène André Barsacq, Félicien Marceau et Raymond Gérome. Il fut le compagnon du compositeur Henri Sauguet (1901-1989).
Mort en 1978, Jacques Dupont repose au cimetière de Montmartre (27e division). En 1989, Henri Sauguet sera inhumé dans le même caveau.
Outre plusieurs autoportraits, les traits de Jacques Dupont nous restent fixés par un portrait peint par Christian Bérard en 1930 et conservé au Musée de Grenoble.

## Expositions

### Expositions personnelles
- Galerie des Quatre chemins, Paris, 1933[3], 1935[6].
- Knœder Gallery, New York, 1955[3].
- Claude Robert, commissaire-priseur, ventes de l'atelier Jacques Dupont, Hôtel Drouot, 23 novembre 1981[7] et 24 février 1986.
- Laurin, Guilloux, Buffetaud et Tailleur, commissaires priseurs, Atelier Jacques Dupont - Gouaches et aquarelles de costumes de théâtre, de ballets et de films, Hôtel Drouot, 21 décembre 1985[8].

### Expositions collectives
- Artistes indépendants bordelais - Huitième Salon, Galerie des beaux-arts, Bordeaux, 1935[4].
- Salon d'automne et Salon des Tuileries, Paris, à partir de 1942.
- La collection Fleischmann, Contemporary Arts Center, Cincinnati, janvier 1959[9].
- Costumier le pouvoir, opéra et cinéma, Centre national du costume de scène, Moulins, janvier-mai 2013[10].
- Rêves de théâtre II, Galerie Catherine Houard, Paris, mai 2016[11].

## Réception critique
- « Jacques Dupont : un "jeune" dont c'est la première exposition. D'abord tourmenté de cette angoisse du vide qui hante un Christian Bérard, il cherche dans d'autres œuvres à s'en échapper en se plongeant dans le mystère du monde végétal. Des forêts touffues succèdent à des plages désertiques, mais abritent toujours cette humanité aux corps raidis, aux yeux fixes, comme hallucinés, qui peuple le monde de Bérard. Un désir de monumental apparaît aussi dans ces dernières toiles… » - Germain Bazin[6]
- « Though highly individualist, Dupont is bound in tradition by his humanism and his predilection for subtil harmonies. » - Raymond Nacenta[3]
- « Il aura fallu attendre l'après-guerre pour que, dans le secret de son atelier, Jacques Dupont crée une œuvre étonnante restée jusqu'à ce jour ignorée du plus grand nombre. D'abord puissante et réaliste aux confins du tragique, avec de savants dégradés de noirs, de bruns, de gris, la peinture de Jacques Dupont change peu à peu et voilà que surgit de sa palette un monde étrange où se mêlent le minéral et le végétal et dont se dégage une poésie envoûtante. Des nus, des couples sont enchâssés dans une mosaïque d'émaux, de pierres, de fleurs. Une prolifération de cercles, de lignes, de couleurs tantôt tendres, tantôt ardentes. Il se dégage des toiles de l'artiste un charme indéfinissable... » - Françoise de Perthuis[7]
- « C'est en peintre qu'il a conçu et édifié décors et costumes de spectacles auxquels il a apporté son imagination, sa fantaisie féérique, son art du merveilleux, son intelligence ingénieuse, et que, par eux, il est devenu l'un des plus illustres et des plus complets décorateurs de théâtre de ce temps. Cependant, le rideau baissé, les projecteurs et les lustres éteints, dans le silence feutré de sa chambre-atelier, avec une patiente minutie, il prolongeait l'enchantement en faisant naître, dans la nuit, des tableaux où, librement, sans théorie ou système, s'épanouissaient ses visions poétiques. Une palette infiniment nuancée, faite de touches et de tons subtils et raffinés, un dessin précis, intense et ferme délivraient ainsi visages et paysages,, qui alliaient le réel à l'imaginaire, l'imaginaire à la réalité. Rien n'échappait à la vigilance de son œil transparent. Il arborait en explorateur des rivages inconnus desquels il rapportait d'hallucinants et étranges témoignages. Parfois de douces et tendres lumières étaient traversées de phosphorescentes et cruelles lueurs. Sensible à l'extrême, il percevait dans chacun l'essence des sentiments. Il savait capter les âmes pour qu'à travers l'apparence humaine surgisse, des visages et des formes qu'il choisissait d'exprimer, sa personnalité secrète et fascinante. La lucidité de son merveilleux regard, une sensibilité frémissante et spontanée, un don de vie prodigieusement prodigué, un irrésistible besoin d'harmonies autant recherchées que trouvées, ont fait de Jacques Dupont l'incarnation du peintre poète qui a su délivrer, tout en les conservant intact et sacré, le divin mystère du créateur prédestiné. » - Henri Sauguet, de l'Institut[12]

## Décors, costumes et scénographies
- 1960, Château en Suède de Françoise Sagan, mise en scène d'André Barsacq
- 1961, La Nuit des Rois de Shakespeare, mise en scène Jean Le Poulain, musique d'Henri Sauguet
- 1962, Les Cailloux de Félicien Marceau, mise en scène d'André Barsacq
- 1962, Phèdre de Jean Racine, mise en scène de Raymond Gérome
- 1963, Les Viaducs de la Seine et Oise de Marguerite Duras), mise en scène de Claude Régy
- 1963, Un mois à la campagne de Tourgueniev, mise en scène d'André Barsacq
- 1963, La Grosse Valse de Robert Dhéry et André Frédérique, mise en scène de Robert Dhéry
- 1965, Madame Princesse de Félicien Marceau, mise en scène de Félicien Marceau
- 1966, L'Idiot de Dostoïevsky, mise en scène d'André Barsacq
- 1966, Les Trois Sœurs d'Anton Tchekhov, mise en scène d'André Barsacq
- 1967, Le Duel d'Anton Tchekhov, mise en scène d'André Barsacq
- 1970, Un piano dans l'herbe de Françoise Sagan, mise en scène d'André Barsacq
- 1971, La Logeuse de Jacques Audiberti, mise en scène de Georges Vitaly
- 1971, Le Doux oiseau de la jeunesse de Tennessee Williams, mise en scène d'André Barsacq
- 1976, Le Jardin de craie d'Enid Bagnold, mise en scène de Raymond Gérome
- 1977, Le Bateau pour Lipaïa d'Alexeï Arbuzov, mise en scène d'Yves Bureau

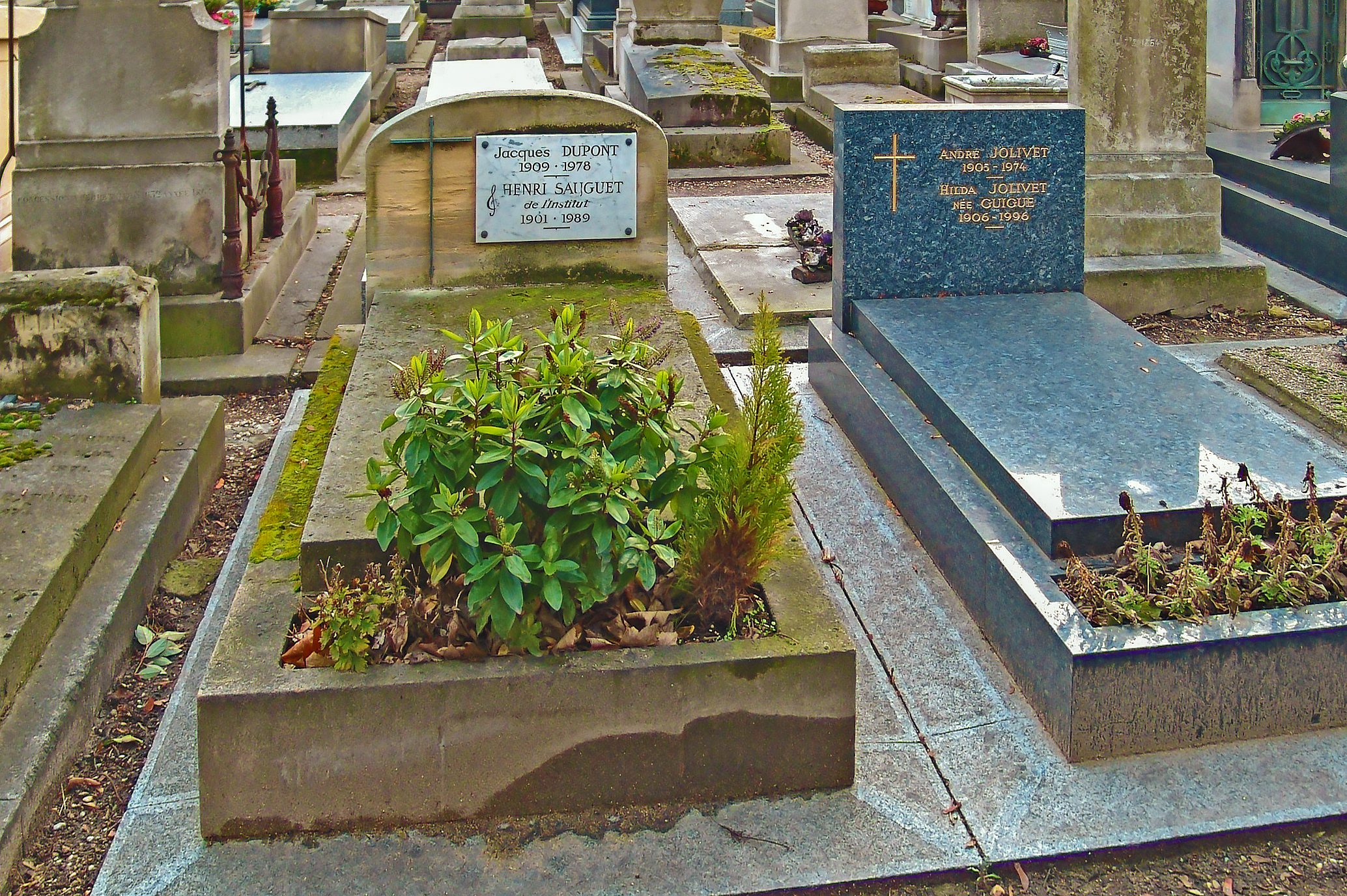
Tombe de Dupont et Sauguet, à côté de celle d'André Jolivet.

## Collections publiques
- Paris, musée national d'art moderne : Portrait de l'oiseau qui n'existe pas, 1957, encre de Chine et aquarelle sur papier, illustration d'un poème de Claude Aveline[13]

## Collections privées
- Julius Fleischmann, Cincinnati[9].

## Distinction
- Prix du syndicat de la critique 1966 : meilleur créateur d'élément scénique pour Le Prince travesti